# Kalifornia Dolna
Kalifornia Dolna (hiszp. Baja California) – stan w północno-zachodnim Meksyku położony na Półwyspie Kalifornijskim. Graniczy ze stanami Kalifornia Dolna Południowa, Sonora oraz ze Stanami Zjednoczonymi (stany Kalifornia i Arizona). Na zachodzie oblewają ją wody Pacyfiku, a na wschodzie Zatoki Kalifornijskiej. Stolicą stanu jest miasto Mexicali.

## Podział administracyjny
Stan dzieli się na 7 gmin: Ensenada, Mexicali, Rosarito, Tecate, Tijuana, Saint Quentin (od 2020 r.) i San Felipe (od 2021 r.)

## Historia
Mimo tego, że Kalifornia Dolna jest terenem zamieszkanym przez człowieka od bardzo długiego okresu to osadnictwo na tym terenie ma bardzo rozproszony charakter.
W 1887 r. Kalifornia Dolna została dystryktem federalnym, ze stolicą w mieście Ensenada, którą później przeniesiono do Mexicali.
W 1931 r. z Kalifornii Dolnej wydzielono terytorium Kalifornia Dolna Południowa. Kalifornia Dolna stanem została w 1952 r.
W 1974 r. nazwę stanu zmieniono na Baja California Norte (Kalifornia Dolna Północna) w celu odróżnienia go od nowo utworzonego na południu stanu Baja California Sur (Kalifornia Dolna Południowa). W 1979 r. przywrócono oficjalnie jego dawną nazwę Baja California.

## Warunki geograficzne i klimatyczne
Krajobraz stanu został ukształtowany przez granitowe pasma górskie: Sierra de Juárez i Sierra San Pedro Mártir. Nadbrzeżne równiny są wąskie, z wyjątkiem północy, gdzie swoje ujście ma rzeka Kolorado.
Panuje tu klimat pustynny z niewielką ilością deszczu. Temperatury wahają się od 20 °C w styczniu do 35 °C we wrześniu. Niekorzystne warunki klimatyczne sprawiają, że w rolnictwie na tym terenie niezbędne jest wykorzystanie na szeroką skalę nawadniania.

## Gospodarka
Jednym z ważniejszych zajęć mieszkańców stanu jest rybołówstwo, szczególnie w ruchliwym porcie w Ensenadzie. Tijuana i Mexicali stanowią natomiast ważne ośrodki przemysłowe. Mexicali jest ponadto ważnym ośrodkiem rolniczym. W Tecate znajduje się silnie rozwinięty przemysł piwowarski. Rosarito to natomiast słynny ośrodek turystyczny, który cieszy się popularnością ze względu na swoje plaże.
Bliskość rynku Stanów Zjednoczonych spowodowała rozwój licznych montowni (tzw. maquiladoras), które swoją produkcję kierują na eksport. Głównymi gałęziami gospodarki stanu są rolnictwo i przemysł, które zgłaszają duże zapotrzebowanie na pracowników, co spowodowało liczną imigrację na ten obszar z innych części kraju. Podpisanie porozumienia o wolnym handlu ze Stanami Zjednoczonymi w 1992 r. (tzw. NAFTA) doprowadziło do większego zacieśnienia więzów gospodarczych stanu z USA i Kanadą (jedna trzecia z wszystkich maquiladoras w Meksyku w 2000 r. działała tutaj). Główne branże przemysłu to: przemysł elektroniczny, włókienniczy, chemiczny, drzewny i samochodowy. Dużą rolę odgrywa także turystyka.
Brak dogodnego połączenia z resztą kraju od wieków prowadził do izolacji Kalifornii Dolnej. Jednak od lat 60. rozpoczęto tu realizację programu budowy infrastruktury drogowej i kolejowej, która połączyła ważniejsze miasta. Główna droga stanu bierze swój początek w Tijuanie i biegnie na południe na długości 1 708 km. Międzynarodowe porty lotnicze znajdują się w Mexicali i w Tijuanie.

## Galeria

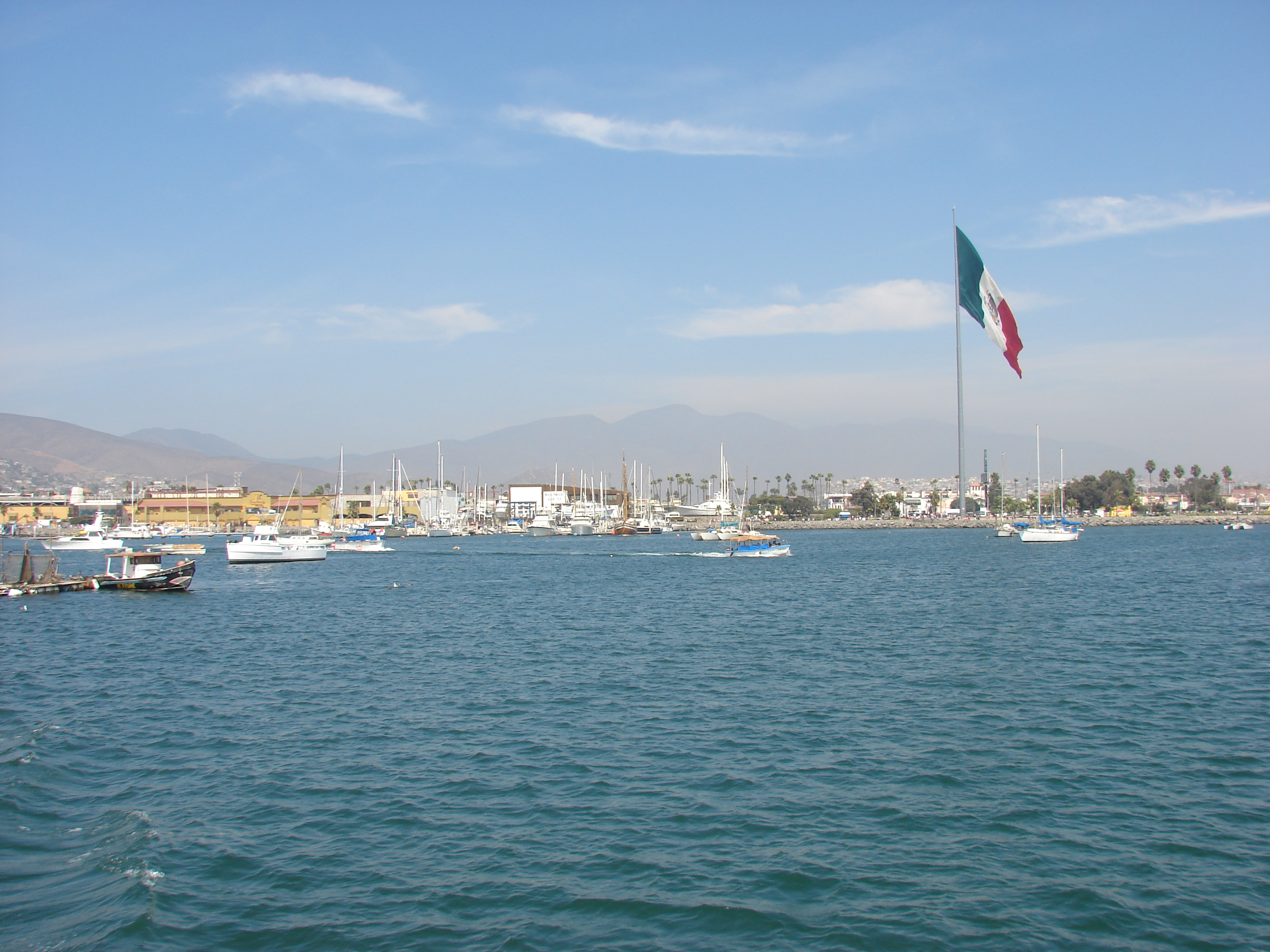
Ensenada
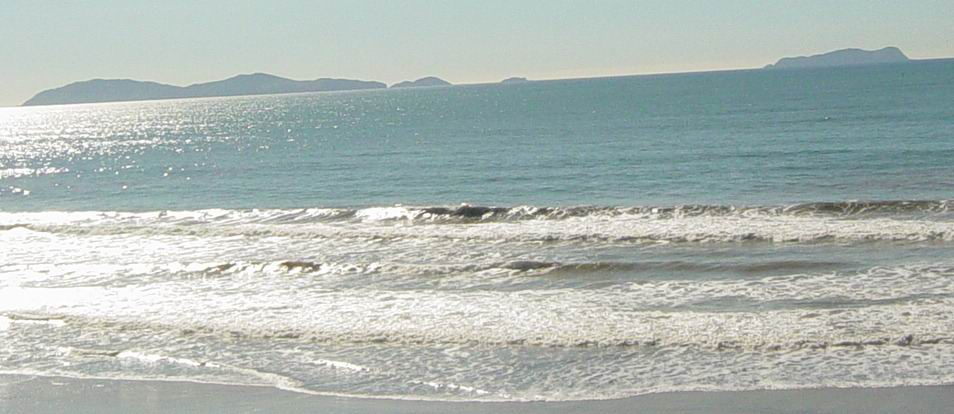
Islas Coronado
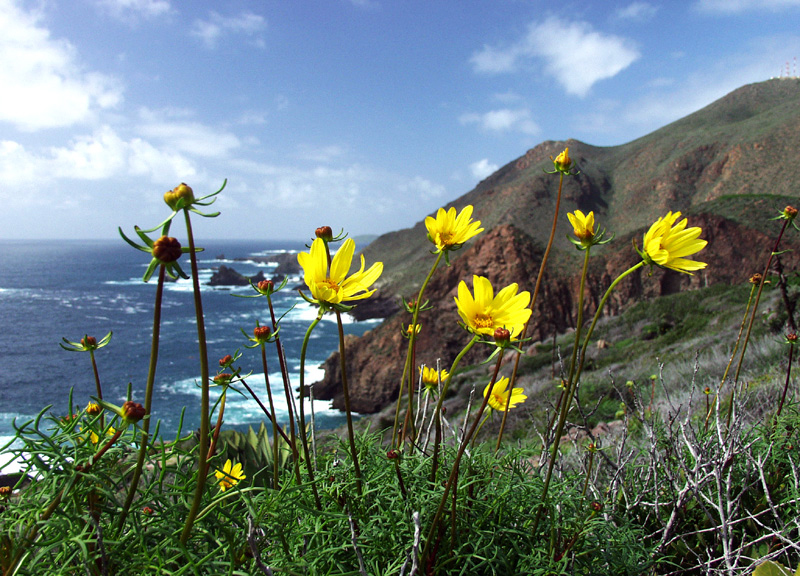
Ensenada